# Natalja Voroninová
Natalja Sergejevna Voroninová (rusky Наталья Сергеевна Воронина; * 21. října 1994 Nižnij Novgorod) je ruská rychlobruslařka.
Na mezinárodní scéně debutovala na Mistrovství světa juniorů 2014, ve Světovém poháru startuje od sezóny 2014/2015. Na Mistrovství Evropy 2015 byla sedmá. Na Mistrovství světa 2015 pomohla vybojovat ruskému týmu bronzovou medaili ve stíhacím závodě družstev, kterou v letech 2016 a 2017 obhájil. Na Mistrovství Evropy 2018 získala bronz v závodě na 3000 m a stříbro ve stíhacím závodě družstev. Zúčastnila se Zimních olympijských her 2018, kde v závodě na 3000 m skončila na 10. místě a na trati 5000 m získala bronzovou medaili. Z Mistrovství světa na jednotlivých tratích 2019 si přivezla bronz z tříkilometrové i pětikilometrové distance a ze stíhacího závodu družstev. Na ME 2020 získala stříbrnou medaili v závodě na 3000 m. Na MS 2020 obhájila na téže distanci bronz a ve světovém rekordu zvítězila na trati 5000 m. Z MS 2021 si přivezla bronzovou medaili ze stíhacího závodu družstev a stříbro z tratě 5000 m. Bronz ve stíhacím závodě družstev získala také na Mistrovství Evropy 2022. Startovala na ZOH 2022 (3000 m – 11. místo, 5000 m – 6. místo, stíhací závod družstev – 4. místo).
V roce 2020 získala cenu Oscara Mathisena.